# Marta Worringer
Marta Worringer, geboren als Martha Maria Emilie Schmitz, (Keulen, 16 januari 1881 - München, 27 oktober 1965) was een Duits grafisch kunstenaar, kunstschilder, boekillustrator en textielkunstenaar.
Aangezien Duitse kunstacademies vrouwen voor de Eerste Wereldoorlog niet toelieten, kreeg ze privélessen in schilderkunst van onder meer Willy Spatz, Angelo Jank en Cuno Amiet. Na haar huwelijk met kunsthistoricus Wilhelm Worringer in 1907 woonden ze vanwege zijn werk afwisselend in München, Bern, Berlijn, Bonn, Koningsbergen en Halle. Haar werk als kunstenares combineerde ze met haar rol als moeder en huisvrouw.
Worringer stond hoofdzakelijk bekend om haar melancholische, anonieme portretten van vrouwen met grote ogen en overdreven lichamelijke proporties. In haar werken staan thema's zoals isolatie, verdriet, angst, verlies en wanhoop centraal. Tijdens het interbellum was Worringer erg succesvol en waren haar werken te zien op diverse nationale en internationale tentoonstellingen.  
Een groot deel van haar oeuvre ging tijdens de Tweede Wereldoorlog verloren. De meeste van haar overgebleven werken zijn in bezit van het August Macke Haus in Bonn. 

## Jeugd
Marta Worringer werd geboren in Keulen op 16 januari 1881 als Martha Maria Emilie Schmitz. Ze was de jongste dochter van Philipp Emil Schmitz en Else Esser en groeide op in een vooraanstaand en welgesteld gezin met drie dochters. Haar vader was een gerenommeerde advocaat die gespecialiseerd was in handelsrecht. Daarnaast was hij lid van een liberale partij in de Keulse gemeenteraad. Haar moeder was afkomstig uit een Keulse ondernemersfamilie. Worringer groeide op in een statige woning in Keulen die haar ouders hadden laten bouwen.
De band tussen Worringer en haar ouders was gecompliceerd en ze omschreef haar jeugd als 'vreugdeloos'. Haar vader had ze naar eigen zeggen 'hartstochtelijk lief', maar had voor haar moeder enkel medelijden. Ze noemde het huis waar ze opgroeide een 'somber huis, waarin elke vorm van vreugde een onrecht was'. Volgens Worringer hadden deze gemoedstoestand en de beklemmende jeugdherinneringen, die ze ook wel Driesch-geesten noemde, een grote invloed op haar latere artistieke werk.

## Opleiding
Al in haar vroege jeugd had Worringer een grote interesse in kunst, filosofie, literatuur en theater. Nadat ze in 1897 het lyceum voltooide, begon ze met een hogere studie waarvoor ze twee jaar lang op een kostschool in België verbleef. Na haar terugkeer besloot ze kunstenaar te worden. Ondanks de gecompliceerde band met haar ouders, erkenden zij haar talent en steunden zij haar in deze keuze. Ze startte in 1899 met privélessen schilderkunst bij Willy Spatz, destijds de bekendste historieschilder van Düsseldorf en hoogleraar in de schilderkunst aan de Kunstacademie Düsseldorf. Het was voor Worringer niet mogelijk aan een reguliere kunstacademie te studeren, aangezien Duitse kunstacademies vrouwen voor de Eerste Wereldoorlog niet toelieten.

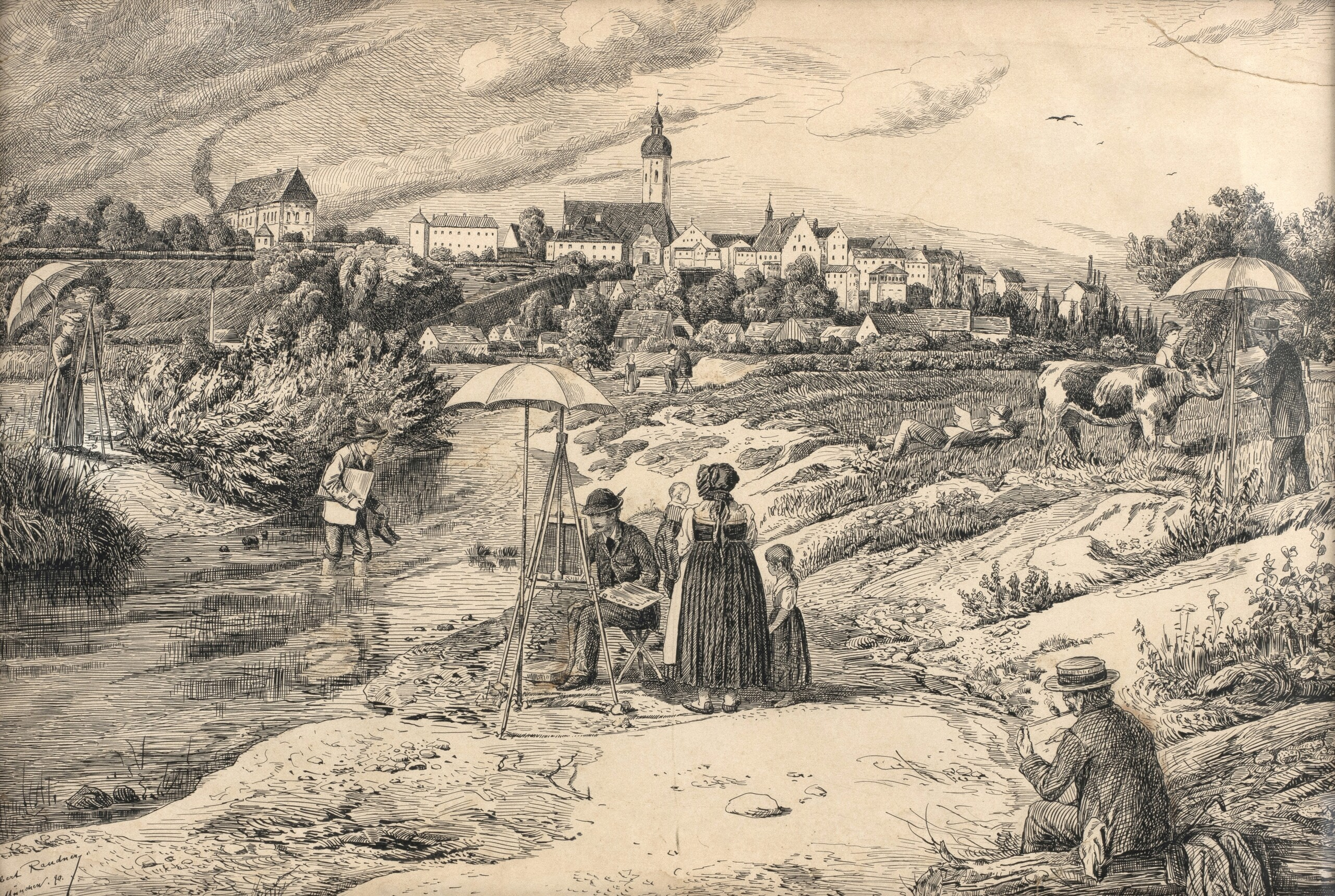
Kunstmaler bei Dachau (1890), door Robert Raudner. Afbeelding van kunstenaars aan het werk in de open lucht in Dachau.

Samen met vriendin Agnes Oster verhuisde ze in 1905 naar München. Aldaar studeerden ze aan de damesacademie van de kunstenaarsvereniging van München als leerling van Angelo Jank. Onder meer Käthe Kollwitz, Maria Marc en Gabriele Münter hadden tevens aan deze academie gestudeerd. Daarnaast volgde Worringer lessen aan de Lehr- und Versuch-Ateliers für angewandte und freie Kunst, ook wel Debschitz-Schule genoemd, een progressieve kunstopleiding die was opgericht door kunstschilder Wilhelm von Debschitz.
Worringer en Oster deelden een appartement in de wijk Schwabingen en in 1906 voegden Emmy Worringer en Olga Oppenheimer zich bij hen. Voor Worringer was het een periode van zelfontwikkeling. Ze droeg vooruitstrevende reformkleding, ging regelmatig op reis en verdiepte zich in diverse interessegebieden. In maart 1907 vertrok het viertal naar Dachau, dat destijds bekend stond als kunstenaarskolonie.

## Huwelijk
Op 11 mei 1907 trouwde ze in Keulen met Wilhelm Worringer (1881-1965), de broer van Emmy Worringer, die ze eind januari 1905 in München had leren kennen. Emmy arrangeerde aanvankelijk hun ontmoeting, maar een oprechte wederzijdse waardering en hun gedeelde interesse in kunst en cultuur vormden de basis van hun relatie. Wilhelm had in München kunstgeschiedenis gestudeerd en was kort voor hun huwelijk gepromoveerd met de dissertatie Abstraktion und Einfühlung. Dit kunsttheoretische werk gold als baanbrekend voor het expressionisme. Hij omschreef hun huwelijk als 'een huwelijk tussen een houtsnede en een aquarel', waarbij hij zichzelf met een aquarel vergeleek. Hij zag zichzelf als een levensgenieter en zijn echtgenote als een resolute vrouw met een hartstochtelijke werklust.
Na hun huwelijk ging het echtpaar op huwelijksreis naar Italië en keerden in december 1907 terug naar München. In september van het jaar daarna werd hun eerste dochter geboren. De zorg voor hun kind en het huishouden kwam voornamelijk op de schouders van Worringer terecht, wat ertoe leidde dat haar werk als kunstenaar op de tweede plaats kwam. De vrije tijd die ze had, gebruikte ze om te schilderen.

## Vertrek naar Bern
In juli 1909 verhuisde het gezin naar Bern, Zwitserland, waar haar echtgenoot dat jaar met zijn werk Formprobleme der Gotik de bevoegdheid verwierf om als hoogleraar te werken en als Privatdozent lesgaf.
 

In december 1910 maakte Worringer haar tentoonstellingsdebuut tijdens de expositie Gesellschaft Schweizer Maler, Bildhauer und Architekten in het Kunstmuseum Bern. In Bern leerde het echtpaar de Zwitserse kunstschilder Cuno Amiet kennen, die hen introduceerde bij zijn contacten in het nabijgelegen Oschwand. Amiets woning in Oschwand was een ontmoetingsplek voor kunstenaars, auteurs en historici, waaronder Hermann Hesse, Arthur Weese, Werner Miller, Hans Morgenthaler, Werner Neuhaus en Peter Thamann. Daarnaast gaf hij schilderles in zijn woning, waar ook Worringer privélessen ontving.

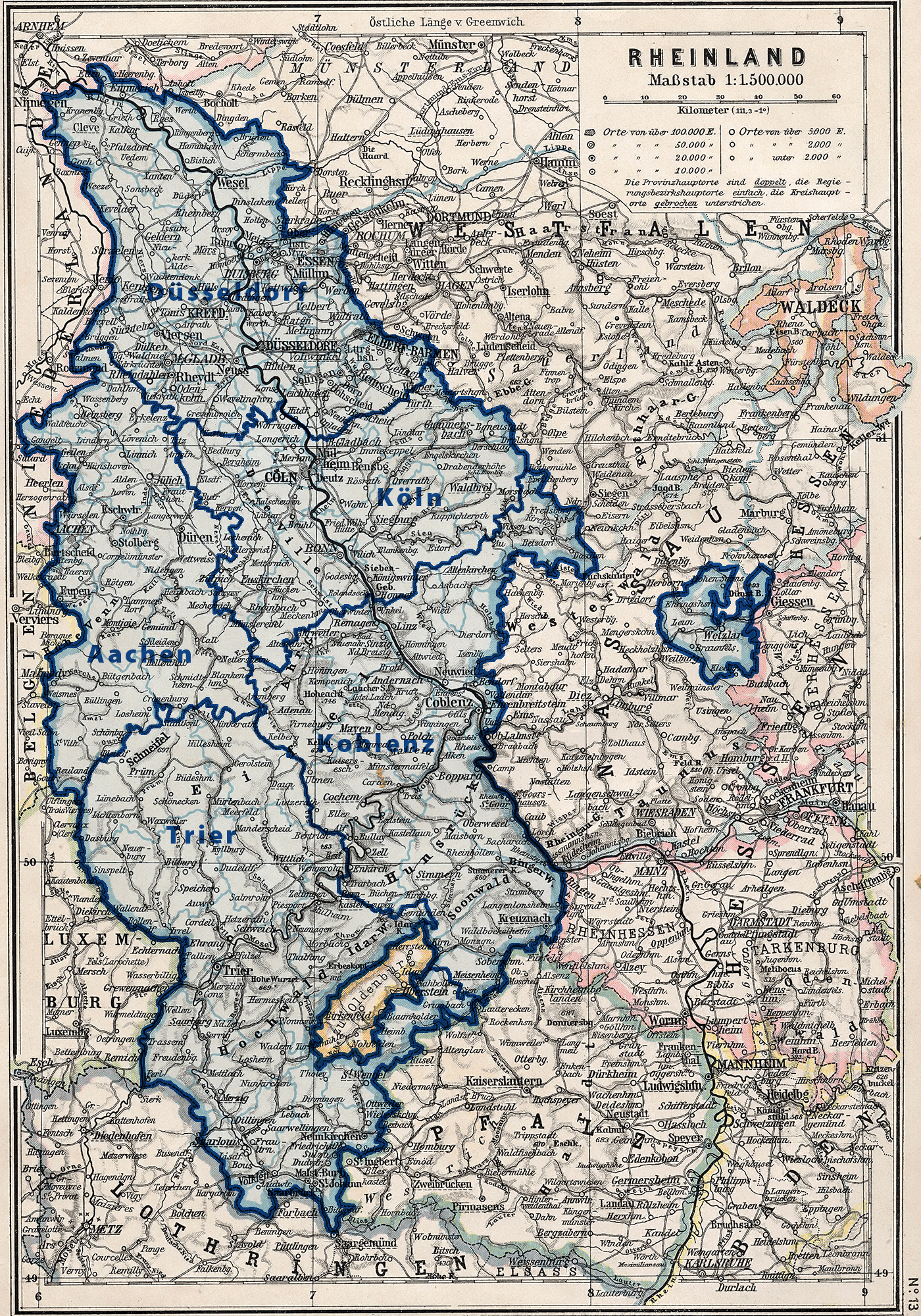
Historische kaart van het Rijnland (1905)

### Connectie met het Rijnland
Hoewel ze in Zwitserland woonden, reisde het echtpaar regelmatig naar Keulen en Worringer bleef op deze manier in contact met de Rijnlandse kunstscene. Ze onderhield een nauwe band met de Gereonsklub, een Keulse tentoonstellings- en discussieforum dat in januari 1911 was opgericht door haar vriendinnen Olga Oppenheimer en Emmy Worringer.
In 1911 trad Worringer toe tot de de Kölner Sezession. Datzelfde jaar was haar werk Composition grotesque van 1 oktober tot 8 november te zien tijdens de Salon d’Automne in Parijs. Een criticus van het gerenommeerde kunsttijdschrift Der Cicerone sprak erg lovend het werk van de tot dan toe nog onbekende kunstenares. Enkele maanden later, in januari 1912, nam Worringer deel aan een expositie van de Kölner Sezession. Vanaf de winter van 1913 verbleef het gezin, met inmiddels twee dochters, tijdelijk in Berlijn waar Wilhelm wetenschappelijk onderzoek deed. Worringer volgde in deze periode lessen aan een Berlijnse kunstschool.

## Terugkeer naar het Rijnland
Het echtpaar voelde zich niet thuis in Berlijn en in augustus van 1914, kort na het uitbreken van de Eerste Wereldoorlog, verhuisde het gezin naar Bonn waar Wilhelm was aangesteld als buitengewoon hoogleraar aan het Kunsthistorisch Instituut van de Rheinische Friedrich-Wilhelms-Universiteit. Deze aanstelling was slechts van korte duur; in april 1915 vertrok Wilhelm als vrijwilliger naar het front waar hij werd ingezet bij de artillerie in Frankrijk en opklom tot onderofficier.
Door het uitbreken van de oorlog werden er nauwelijks kunstexposities meer georganiseerd. Tegen het einde van de oorlog, in maart en april 1918, werden borduurwerken van Worringer getoond tijdens de tentoonstelling van het Kestner-Gesellschaft in Hannover voor handgemaakte textielwerken. Over haar verdere werkzaamheden tijdens de oorlogsjaren is weinig bekend. In 1918 werd het gezin Worringer verder uitgebreid: op 29 maart van dat jaar werd hun derde dochter geboren.
Worringer en haar echtgenoot hadden goede contacten met intellectuelen, kunstenaars en wetenschappers uit het Rijnland, waardoor zij snel aansluiting vonden met het culturele leven in de regio. Onder meer kunstenaar Max Ernst, de theaterdirectrice Louise Dumont en de germanisten Paul en Edda Hankamer behoorden tot hun vriendenkring. In Bonn werd Worringer lid van de Bonner Künstler-Vereinigung 1914, waar zij en kunstschilderes Hela Peters-Ebbeke de enige vrouwelijke leden waren. In de jaren na de oorlog groeide het contact tussen Worringer en de kunstenaarskring rond de Düsseldorfse kunsthandelaar Johanna Ey en de kunstenaarsvereniging Das Junge Rheinland. Das Junge Rheinland was een kunstenaarsvereniging uit Düsseldorf die in 1919 was opgericht en in het interbellum uitgroeide tot de grootste kunstenaarsvereniging in het Rijnland. Daarnaast was Worringer midden jaren twintig verbonden met de Kölnischer Kunstverein. In de jaren na de oorlog legde Worringer zich met name toe op het maken grafische en toegepaste kunst. Ze maakte tempera-schilderijen, houtskool- en krijttekeningen en, in mindere mate, olieverfschilderijen.

### Doorbraak
Vrouwen waren in het Rijnland ondervertegenwoordigd op kunstexposities, in tegenstelling tot in bijvoorbeeld Berlijn. Desondanks waren de werken van Worringer bij diverse tentoonstellingen te zien. In 1919 maakte ze haar tentoonstellingsdebuut in het Rijnland in de Düsseldorfse galerie van Alfred Flechtheim tijdens zijn expositie Frauen. Flechtheim was een van de weinige galeristen die werken van vrouwelijke kunstenaars tentoonstelde. De borduurwerken en illustraties van Worringer die werden geëxposeerd waren geïnspireerd op werken uit de Duitse literatuur. Een jaar na haar expositie in Galerie Flechtheim was haar werk te zien in het Folkwang Museum in Hagen.

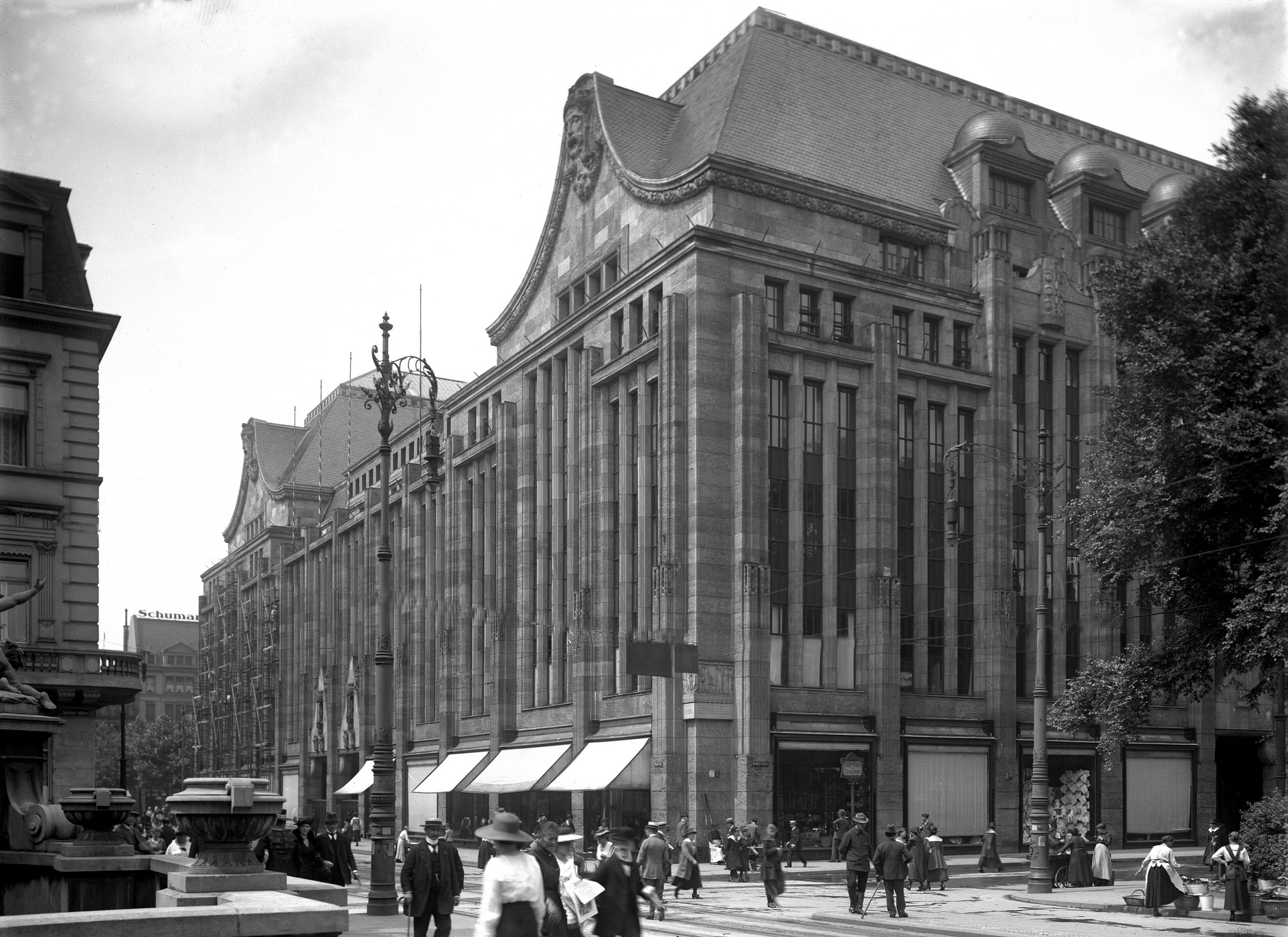
Warenhuis Leonhard Tietz in Düsseldorf (1910)

Worringer nam begin jaren twintig deel aan twee grote en internationaal gerichte exposities die door Das Junge Rheinland waren georganiseerd. In 1920 werd haar werk tentoongesteld tijdens de Große Kunstausstellung Düsseldorf in het Museum Kunstpalast. Twee jaar later nam ze met twee lithografieën, getiteld Vorstadt en Die Schweigsamen, deel aan de I. Internationale Kunstausstellung Düsseldorf die werd gehouden in warenhuis Leonhard Tietz. Aan deze tentoonstelling deden 300 kunstenaars uit binnen- en buitenland mee, onder meer leden van de Novembergruppe uit Berlijn, de Darmstädter Sezession, Dresdener Sezession en daarnaast waren enkele Italiaanse futuristen en Russische constructivisten aanwezig. Deze grote exposities gaven Worringer en haar werk veel bekendheid.
In haar woonplaats Bonn trad ze echter zelden met haar werken in de openbaarheid. In 1923 waren haar werken in Bonn te zien bij een kleinschalige tentoonstelling in de boek- en kunsthandel van Friedrich Cohen, naast werken van de expressionisten Paul Adolf Seehaus, August Macke, Karl Bessenich en Richard Schreiber. Ze deed in 1925 eenmaal mee aan een expositie van Bonner Künstler-Vereinigung 1914 in de expositieruimtes van het Städtische Obernier-Museum waar enkele tekeningen en grafische bladen werden getoond.

### Stijl en erkenning
Binnen de Rijnlandse kunstscene werd Worringer door haar stijl en onderwerpkeuzes beschouwd als een buitenstaander. In tegenstelling tot andere kunstenaars uit deze periode weerhield Worringer zich ervan harde kleurcontrasten toe te passen in haar werk. Ze maakte met name melancholische, anonieme portretten van vrouwen met grote ogen en overdreven lichamelijke proporties. In haar werken staan thema's zoals isolatie, verdriet, angst, verlies en wanhoop centraal. De thematiek leidde vaak tot een vergelijking met het werk van Käthe Kollwitz. Worringers stijl werd echter sterker beïnvloed door de karikaturale grafiek van de jaren twintig en mist, in tegenstelling tot bij Kollwitz, een gevoel van hoop en verlichting.
Door critici werd Worringer alom geprezen. In 1926 publiceerde het kunsttijdschrift Der Cicerone opnieuw een lovende recensie: het omschreef haar werk als 'Keulse grafische expressionisme van aangrijpende impact'. Datzelfde jaar kocht het Städtische Obernier-Museum in Bonn op aandringen van de burgemeester twee werken van Worringer aan.

### Kostwinner
Naast haar schilderwerk was ze ook actief als illustrator van boeken, onder meer van heruitgaven van de werken Marquise von O. van Heinrich von Kleist in 1920, en voor Die Sanfte van Fjodor Dostojevski in 1925. Hoewel ze geen eigen atelier had, wist ze tijd en ruimte te maken voor haar werk. In 1924 schreef ze aan Dumont:  'De uren die ik steel om te werken zijn mijn gelukkigste en, vreemd genoeg, zelfs mijn ware uren van ontspanning. Ik weet van het egoïsme van artistieke creatie, ik weet van genotzucht. Maar het lijkt erop dat ik nog niet zonder één van beide kan.'
In de periode 1919-1928 voorzag Worringer voornamelijk in het levensonderhoud van het gezin. In een brief die ze rond de paasdagen van 1922 aan haar goede vriendin Louise Dumont schreef, zei ze: "Ik heb de laatste tijd zo belachelijk veel geld verdiend; van alle kanten stroomt het naar me toe." Naar eigen zeggen had ze sinds januari van dat jaar 14.000 Duitse mark met haar werk verdiend.
Worringer ergerde zich regelmatig aan de houding van haar echtgenoot ten opzichte van de financiën. Ze omschreef haar echtgenoot als 'levensdilettant' die niet met geld om kon gaan. Als hij voor zijn werk reisde, verbleef hij volgens Worringer telkens in dure hotels. Daarnaast gaf hij volgens haar onnodig veel geld uit als hij zich 'verveelde'. Haar echtgenoot had geen vaste aanstelling, maar ontving een inkomen uit de verkoop van zijn dissertaties, die als boeken waren gepubliceerd, en werkte als spreker en buitengewoon hoogleraar. Worringer gaf haar echtgenoot vanwege zijn wisselende activiteiten de bijnaam Wanderprediger. Volgens Worringer en haar echtgenoot kon "in een gelukkig huwelijk [...] maar één persoon gelukkig zijn", maar ondanks hun frustraties beschouwden zij elkaar als elkaars beste en meest waardevolle raadgever.

## Verhuizing naar Koningsbergen

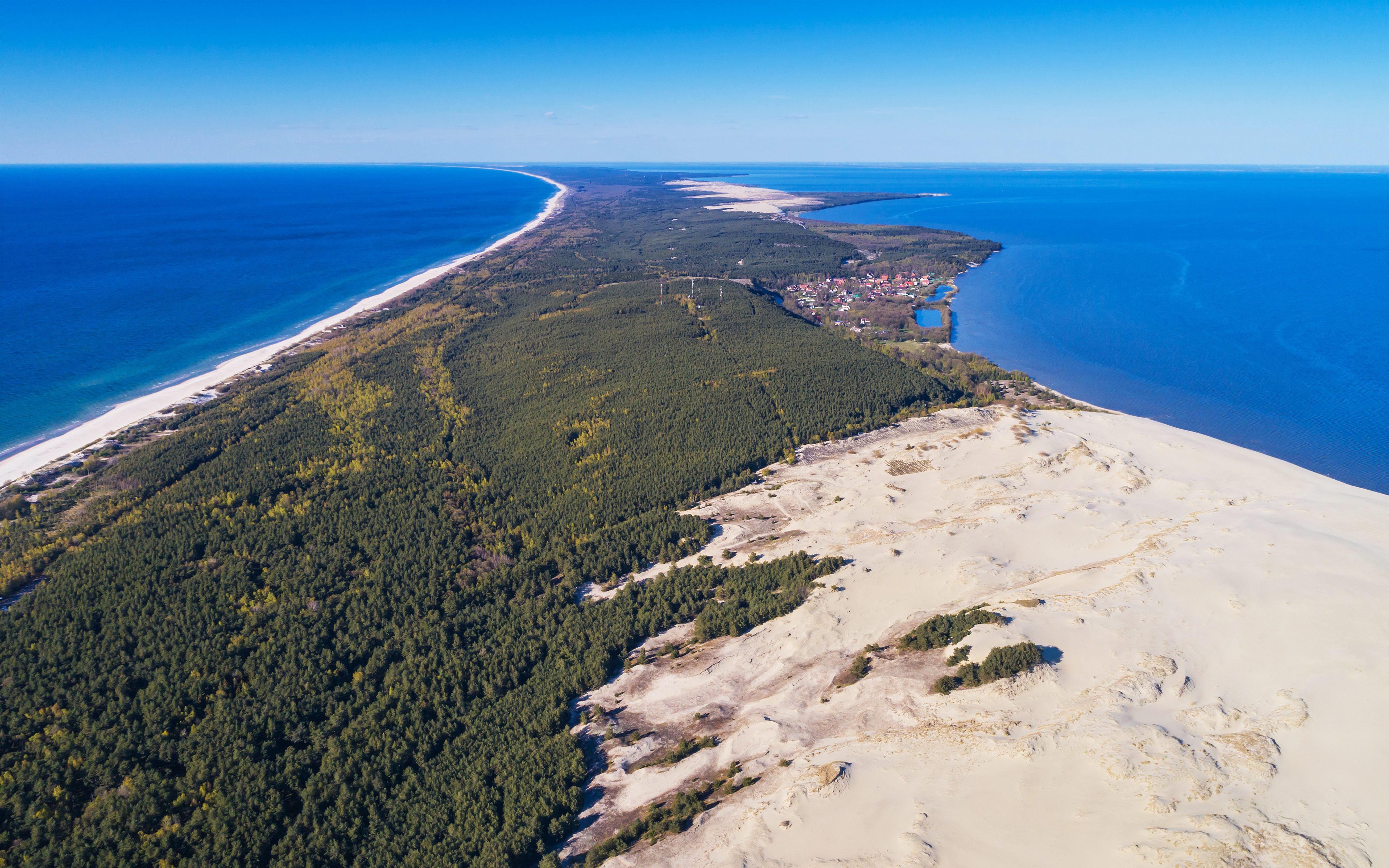
De Koerse Schoorwal

In 1928 werd Wilhelm aangesteld als vastbenoemd hoogleraar kunstgeschiedenis aan de universiteit van het Pruisische Koningsbergen, waarna het gezin opnieuw verhuisde. Hun oudste dochter had het gezin inmiddels verlaten en studeerde geneeskunde in Berlijn.
Aan de kunstacademie van Koningsbergen kreeg Worringer in 1929 haar eerste atelier en startte ze met experimenten met grote olieverfschilderijen. Het Oost-Pruisisch landschap beschouwde Worringer als het 'ware landschap'. Ze had met name een fascinatie voor de Koerse Schoorwal waar het gezin vanaf 1930 tot 1943 jaarlijks verbleef. In Koningsbergen nam Worringer tot 1941 regelmatig deel aan tentoonstellingen van de Königsberger Kunstverein. De krant General-Anzeiger Bonn omschreef haar in 1932 als een 'begaafde kunstenares die meer op de voorgrond zou moeten treden'.

### Opkomst nationaalsocialisme
De jaren dertig betekenden een ommezwaai in het leven van het gezin Worringer. In 1930 werd Koningsbergen een bolwerk van de opkomende Nationaalsocialistische Duitse Arbeiderspartij (NSDAP). Worringer distantieerde zich hiervan en schreef dat zij 'doodsbang' was voor 'deze vergiftigde lucht.' Nadat Adolf Hitler in januari 1933 aan de macht was gekomen, zag Worringer de invloed hiervan op haar eigen leven. Haar vrienden en collega's van Joodse komaf werden als vijand beschouwd of op non-actief gesteld. Worringer en haar echtgenoot waren beiden tegenstanders van het nationaalsocialisme en hun twee dochters waren lid van marxistische studentengroepen, waardoor hun gevoel van onveiligheid verder toenam.
Hun oudste dochter, die in Berlijn als arts in opleiding was, overleed op 15 mei 1934 op 26-jarige leeftijd aan roodvonk nadat ze in het ziekenhuis waar ze werkte besmet was geraakt. Na de dood van haar dochter raakte Worringer in een langdurige depressie, schilderde ze nauwelijks meer en zocht ze steun in het katholieke geloof. Nadat ze zich realiseerde hoeveel invloed haar gemoedstoestand had op haar jongste dochter, probeerde ze de draad opnieuw op te pakken.
In de zomer van 1937 vonden twee grootschalige inbeslagnemingen van kunst bij musea in nazi-Duitsland plaats. Op bevel van Joseph Goebbels werden tussen de 20.000 en 21.000 werken van ongeveer 1400 kunstenaars uit Duitse musea verwijderd. Het waren werken die als ontaard of als een 'uitdrukking van cultureel verval' werden gezien. Een deel hiervan was bestemd voor verkoop in het buitenland in ruil voor vreemde valuta, het andere deel werd onderdeel van de reizende tentoonstelling over ontaarde kunst. Bij deze inbeslagnemingen werden tevens tien werken van Worringer geconfisqueerd.

### Tweede Wereldoorlog
Tijdens de Tweede Wereldoorlog bleef Worringer actief en maakte ze met name schilderijen met Bijbelse thema's. Haar echtgenoot Wilhelm behield zijn leerstoel aan de universiteit, maar onthield zich van het publiceren van werken. In de oorlogsjaren richtten Worringer en haar echtgenoot samen met enkele hoogleraren en burgers uit Koningsbergen het Gesellschaft der Freunde Kants op dat diende als dekmantel voor intern verzet tegen het nationaalsocialisme. Onder anderen Else Court, Marie Agnes Gräfin zu Dohna en haar echtgenoot Heinrich Graf zu Dohna waren bij de groep aangesloten. Ze organiseerden lezingen en discussies, maar zorgden daarnaast ook voor hulp aan vervolgden en hun families.
Intussen drukten de maatregelen van nazi-Duitsland een steeds zwaardere stempel op haar omgeving. In 1940 werd Court gearresteerd en veroordeeld tot twee jaar gevangenisstraf vanwege haar uitspraken over de wettigheid van de Duitse inval in Polen en werd gevangen gezet in Koningsbergen. Vanuit de gevangenis bleef ze in contact met Worringer. In 1941 werd haar joodse jeugdvriendin Olga Oppenheimer opgepakt en stierf in juli van dat jaar in Majdanek aan vlektyfus. De zwager van Worringer, Robert Worringer, werd in 1943 gearresteerd en vanwege 'rassenschande' naar concentratiekamp Buchenwald gedeporteerd. Haar andere zwager, Ulrich Worringer, werd ingelijfd bij Strafbataillon 999. Haar schoonzus Emmy Worringer overleefde de bombardementen van Düsseldorf en Berlijn, waarna ze in 1943 naar Koningsbergen verhuisde. Het ouderlijk huis van Worringer in Keulen werd tijdens een bombardement volledig verwoest.

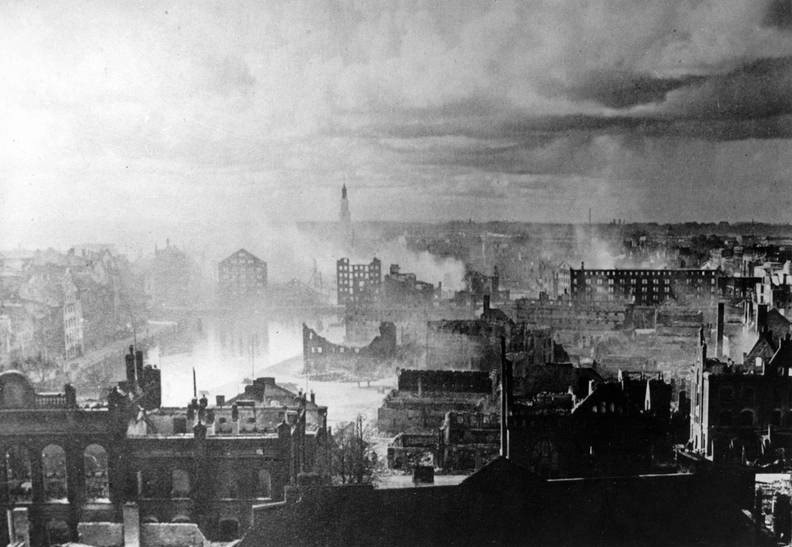
Koningsbergen na de bombardementen van de Royal Air Force (augustus 1944)

Tijdens de oorlogsjaren kreeg Worringer steeds vaker doodsgedachten en begon ze zich steeds meer te identificeren met het linkskatholicisme. Haar echtgenoot Wilhelm was atheïstisch en beschouwde dit als 'geestelijk overspel', wat zorgde voor spanningen binnen hun huwelijk.
Begin augustus 1944 vluchtten Worringer en haar echtgenoot naar Berlijn waar ze introkken bij hun middelste dochter en haar twee kinderen. Door het vertrek moest Worringer haar atelier en werken achterlaten. Drie weken na hun vlucht, in de nachten van 26 op 27 en 29 op 30 augustus 1944, werd Koningsbergen door de geallieerden gebombardeerd. Haar atelier en de werken die ze in Koningsbergen had geproduceerd, werden hierdoor vernietigd. Het leven in Berlijn viel hen erg zwaar en er was een gebrek aan voedsel. Volgens Worringer waren 'de mogelijkheden van ondergang veelzijdig' en vroeg ze zich af welke voor hen was voorbestemd.

## Naoorlogse jaren
Na aankomst in Berlijn hervatte Worringer haar werkzaamheden. Enkele maanden na afloop van de oorlog, in oktober 1945, trad Worringer toe tot de Kammer der Kunstschaffenden en ondanks dat ze een jaar eerder een groot deel van haar werken was verloren, nam Worringer in december 1945 deel aan de tentoonstelling Reinickendorfer Künstler stellen aus!: Malerei, Graphik, Plastik: August
Macke Gedächtnis-Ausstellung in Berlijn.
Vanaf de herfst van 1945 probeerde Wilhelm een leerstoel te bemachtigen in West-Duitsland. Dit werd bemoeilijkt doordat hij werd beschuldigd van communisme. Op 1 juli 1946 werd hij benoemd tot directeur van het Kunsthistorisch Instituut aan de Maarten Luther-Universiteit in Halle (Saale), waarna het echtpaar opnieuw verhuisde. In Halle kreeg Worringer opnieuw toegang tot een eigen atelier. In deze periode maakte Worringer meerdere werken waarin sprookjes, en mythologische en oudtestamentische verhalen werden verwerkt, maar bleef ze, net als in de jaren twintig, een focus houden op het creëren van vrouwenportretten.

Na een aantal jaar in Halle te hebben gewoond, verhuisde het echtpaar op 4 augustus 1950, een jaar na de oprichting van de Duitse Democratische Republiek, naar München. De politieke druk op Wilhelm was te groot voor hem geworden, nadat zijn naam onterecht was gebruikt voor politieke oproepen. Aldaar woonden ze in bij Worringers jeugdvriendin Agnes Oster en haar echtgenoot Alfred Forell. In 1954 verhuisden ze naar een eigen woning in de buurt van het huis van hun jongste dochter. Wilhelm leed in deze periode aan trigeminusneuralgie en depressies en in de zomer van 1957 en 1958 volgden twee lange ziekenhuisopnames. Door zijn ziekte kon Wilhelm niet meer werken en leefde het echtpaar van zijn pensioenuitkering en van een schadevergoeding die Worringer had gekregen voor het verlies van haar ouderlijk huis in Keulen. Samen maakten diverse reizen, onder meer naar Italië en naar Königstein im Taunus, waar hun middelste dochter woonde. Op 16 maart 1965 kreeg Wilhelm een beroerte en op 29 maart 1965 overleed hij in München.

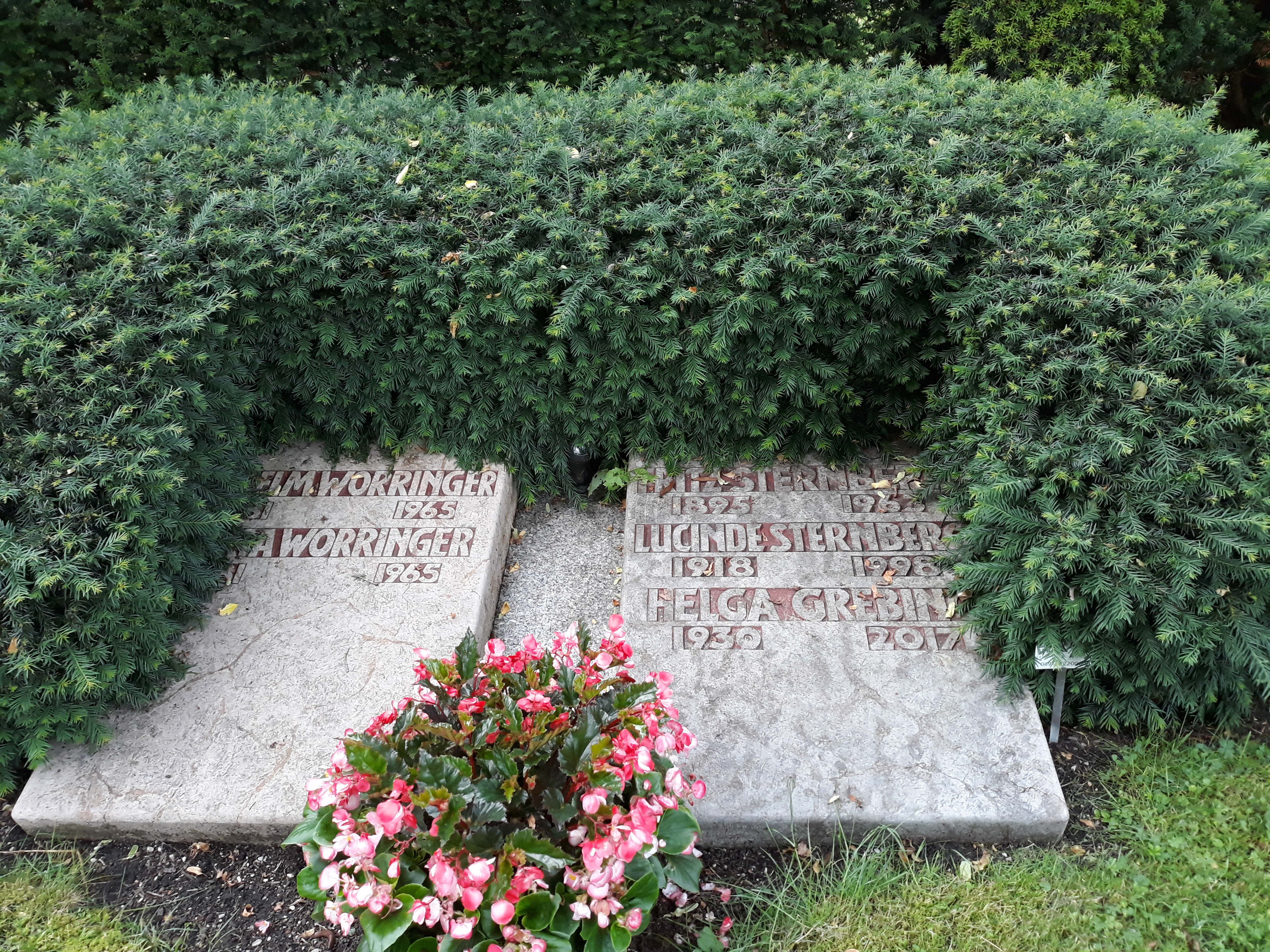
Graf van Marta Worringer, waar tevens haar echtgenoot Wilhelm Worringer, jongste dochter Lucinde Worringer, Lucinde's echtgenoot Fritz Sternberg, en Lucinde's latere levenspartner Helga Grebing begraven liggen.

### Overlijden
In de laatste periode van haar leven verwerkte ze haar angst voor haar eigen sterfelijkheid steeds vaker in haar werken. In 1963 vroeg ze haar erfgenamen om na haar dood al haar werken te vernietigen: volgens Worringer hadden zij hun taken vervuld, namelijk het brengen van vreugde toen ze de werken maakte.
Worringer overleed in München op 27 oktober 1965 aan hartfalen, enkele maanden na haar echtgenoot. Ze werd 84 jaar oud. Worringer werd samen met haar echtgenoot begraven op het Nordfriedhof in München. 
Na de dood van Worringers jongste dochter in 1998, werden de werken van Worringer nagelaten aan het  August Macke Haus in Bonn. Het museum bezit ongeveer 175 werken die Worringer tussen 1925 en 1963 creëerde. Het bevat onder meer tekeningen, grafieken, olieverfschilderijen en toegepaste kunst.

## Eerbetonen
In Bonn werd de Marta-Worringer-Straße naar haar vernoemd.
In 2019 was Worringer een van de vrouwen die belicht werd in het kunstproject Assimilation van Bea Schlingelhoff. Het project legde zich toe op het zichtbaar maken van vergeten vrouwen, onder meer door het aanpassen van straatnaamborden in Düsseldorf, waar slechts drie procent van de straten naar vrouwen zijn vernoemd. Schlingelhoff paste het straatnaambord van de Worringer Straße aan door een bordje toe te voegen met informatie over Marta. Daarnaast ontwierp Schlingelhoff voor het project een lettertype dat de naam Worringer kreeg.

## Meer lezen
- Grebing, H. (2004) Die Worringers: Bildungsbürgerlichkeit als Lebenssinn: Wilhelm und Marta Worringer (1881-1965). Berlijn: Parthas Verlag. ISBN 978-3936324235
- Schmid, A. (red.) (2001) Marta Worringer - Meiner Arbeit mehr denn je verfallen: Retrospektive. Bonn: Schriftenreihe Verein August Macke Haus Bonn. ISBN 978-3929607383

- Gemeinsame Normdatei: 123451647
- International Standard Name Identifier: 0000 0000 5220 9579
- Library of Congress Control Number: nr2002017646
- RKD-Nederlands Instituut voor Kunstgeschiedenis: 274510
- Système universitaire de documentation: 081205406
- Virtual International Authority File: 5840914
- WorldCat: E39PBJtMjMtb9XTvRYPw4BKw4q